# 雍州 (后燕)
雍州，中国十六国时后燕设置的州。
394年，后燕灭西燕，在长子县（今山西省长子县西南）设置雍州。下辖上党郡、平阳郡、建兴郡。上党郡下辖上党县、壶关县、潞县、屯留县、铜鞮县、涅县、襄垣县、武乡县。平阳郡下辖杨县、永安县、襄陵县、绛邑县。建兴郡下辖阳阿县、高都县、泫氏县、端氏县、濩泽县。396年，北魏攻克后燕上党郡，废除雍州。